# 레이스 (프로게이머)
레이스(본명: 권지민, 1995년 9월 28일 ~ )은 대한민국의 전직 리그 오브 레전드 프로게이머이다. 현재 프로게임단 지도자로 활동하고 있다. 선수 시절 아이디는 Wraith이며 한 때 Casper라는 아이디를 사용하기도 했다. 포지션은 서포터였다.

## 선수 시절
2012년 PSW 아레스에서 프로 커리어를 시작했다. 이후 팀이 AHQ 코리아, 훈수좋은날로 개편될 때까지 활약했다.
2013년, 팀이 진에어 그린윙스로 개편되면서 진에어 그린윙스 스텔스에 합류했다.
2014년 2월, SK텔레콤 T1 K에 입단했다. 스프링 시즌 휴가를 떠난 푸만두를 대신해서 활약하기도 했다.
2014년 11월, 삼성 갤럭시에 입단했다. 2015시즌 삼성 갤럭시의 주전 서포터로 활약했다. 2016시즌에서도 주전 서포터로 활약했다. 2016 롤드컵에서는 코어장전의 서브 선수로 활동했다. 2017시즌에도 코어장전이 주전을 차지함에 따라 팀의 서브 선수로 활동했다.
2018시즌을 앞두고 진에어 그린윙스에 입단했다. 진에어에서는 팀의 주전 서포터로 활동하면서 팀의 잔류를 이끌었다.
2018년 5월 8일, 현역 은퇴를 선언했다.

## 지도자 생활
2020년 11월 25일, 프레딧 브리온의 코치로 합류했다. 2021년 5월 4일, 팀을 퇴단했다.

## 소속팀

### 선수
| # | 팀명            | 소속 기간             | 소속 리그 | 비고 |
| - | --------------- | --------------------- | --------- | ---- |
| 1 | PSW 아레스      | 2012 ~ 2014.01.22     | LCK       |      |
| 2 | SK텔레콤 T1 K   | 2014.02.08~2014.05.26 | LCK       |      |
| 3 | 삼성 갤럭시     | 2014.11.28~2017.11.27 | LCK       |      |
| 4 | 진에어 그린윙스 | 2017.11.28~2018.05.08 | LCK       |      |

### 코칭스태프
| # | 팀명          | 직책 | 소속 기간             | 소속 리그 | 비고 |
| - | ------------- | ---- | --------------------- | --------- | ---- |
| 1 | 프레딧 브리온 | 코치 | 2020.11.25~2021.05.04 | LCK       |      |

## 수상 내역
- 리그 오브 레전드 월드 챔피언십 2016 준우승